# Enrico Rossi
 Enrico Rossi (Cesena, 27 de junho de 1993) é um jogador de vôlei de praia italiano, que foi vice-campeão dos Jogos do Mediterrâneo de 2018 na Espanha.

## Carreira
Em 2014 estrou com Marco Caminati nas etapas do Circuito Mundial de Vôlei de Praia, finalizando na vigésima quinta posição no Aberto do Paraná (Argentina) e o nono lugar em Mangaung, neste mesmo ano repetiu tal colocação obtida na edição do Campeonato Mundial de Vôlei de Praia sediado em Mysłowice. 
Formando dupla na sequência com	Giacomo De Fabritiis, Alex Ranghieri,  depois retomou a parceria com Marco Caminati até 2016, quando jogou  jogou com Jakob Windisch em 2018, retomando com Marco o título do Aberto de Aalsmeer,categoria uma estrela e com quem sagrou-se medalhista de prata na edição dos Jogos do Mediterrâneo de 2018 em Tarragona.Após as duas primeiras etapas do Circuito Mundial de 2019 conquistou o vice-campeonato no Aberto de Sydney com Adrian Carambula , categoria tres estrelas, e quarto lugar no Aberto de Xiamen.

## Títulos e resultados
- Torneio 1* do Aberto de Aalsmeer do Circuito Mundial de Vôlei de Praia:2018
- Torneio 3* do Aberto de Sydney do Circuito Mundial de Vôlei de Praia:2019
- Torneio 4* do Aberto de Xiamen do Circuito Mundial de Vôlei de Praia:2019